# Innocent (film, 1999)
Pour les articles homonymes, voir Innocent.
Pour plus de détails, voir Fiche technique et Distribution.
Innocent est un film franco- chypriote réalisé par Costa Natsis et sorti en 1999.

## Synopsis
Maxime a longtemps réfléchi pendant les longues années où il était en prison à ce qu'il ferait quand il aurait purgé sa peine. Se retrouvant seul à Paris, il rejoint son amie Annie qui tient une bijouterie. Une nuit, il remplace malgré lui un chauffeur de taxi dépressif.

## Fiche technique
- Autre titre :  O athoos
- Réalisation : Costa Natsis
- Scénario :  Costa Natsis
- Musique : Petros Loucas Chalkias, Tasos Chalkias
- Costumes : Christine Gérard
- Photographie : Giorgos Arvanitis
- Son : Bruno Charier
- Montage : Alexis Pezas
- Production : Agnès B
- Société de distribution : Les Films de l'Atalante
- Lieu de tournage : Paris
- Durée: 99 minutes
- Date de sortie :
  - 25 août 1999 ( France)

## Distribution
- Jacques Bonnaffé : Maxime
- Élisabeth Depardieu : Claire
- Jean-Pierre Léaud : le poète
- Laura Schiffman : Agnès
- Caroline Ducey : Anne
- François Berléand : Jean-René
- Étienne Chicot : chauffeur de taxi
- Jean Luisi : le sénateur
- Marc Citti : le voyou
- Costa Natsis : chauffeur de taxi

## Critiques
Pour l'Humanité, Innocent est « est un film tout en impressions, construit de petits riens, de petites touches, de simples gestes. » « Costa Natsis a juste décidé de nous parler d'un homme bon, mais déboussolé par sa liberté nouvelle. »